# Dentado

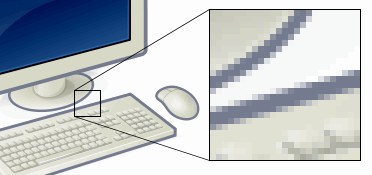
Ampliación de una zona de una imagen donde se pueden apreciar los bordes dentados de un objeto, a consecuencia de un tamaño de pixeles demasiado grandes que hace los mismos sean percibidos por el observador.

Se denomina dentado o dientes de sierra, al efecto que se percibe en figuras realizadas mediante medios electrónicos, en aquellos casos en que la imagen posee una resolución pobre, por lo que ciertos elementos de la imagen son visualizados en forma tosca y con bordes irregulares o aserrados.
Este efecto se origina en que los píxeles se encuentran ordenados en forma de un arreglo regular en filas y columnas. Por lo que si la dimensión de los pixeles no es lo suficientemente pequeña, la imagen que se produce hace que el usuario no logre percibir las líneas o curvas que definen los objetos en la figura como elementos con bordes suaves. Este efecto es visible en pantallas con una resolución baja o si se realiza una ampliación de una porción de un gráfico hasta el punto en que se manifiestan los pixeles que lo componen. 
Existen técnicas de suavizado que son utilizadas por filtros de procesamiento de imágenes, que permiten mejorar el aspecto de imágenes con problemas de dentado.